# Highbury Stadium (Fleetwood)
L'Highbury Stadium è un impianto sportivo multifunzione di Fleetwood, città del Regno Unito nella contea inglese del Lancashire, nel Inghilterra nord-occidentale. Dalla sua costruzione a tutt'oggi è il campo di casa del Fleetwood Town; in passato è stato utilizzato anche per le gare casalinghe di speedway dai Fleetwood Flyers fino dal 1948 al 1952 e per gli incontri di casa delle riserve del Blackpool dal 2006 al 2014. A partire dall'apertura della nuova Parkside Stand il 16 aprile 2011, il terreno è stato ampliato fino a raggiungere una capacità di 5.327.  Attualmente, l'Highbury Stadium è attualmente il 112º stadio più grande per capacità in Inghilterra e il ventitreesimo nella propria lega.

## Storia
Il terreno è stato inaugurato nel 1939, al culmine del periodo triennale di maggior successo nella storia del club, dopo aver completato una tripletta di vittorie nella Lancashire Combination Cup. Fino ad allora il club aveva giocato su un terreno vicino al North Euston Hotel. Lo stadio si trova all'angolo sud-ovest del Memorial Park, proprio dietro Highbury Avenue, da cui prende il nome.
Una caratteristica insolita dello stadio era la "setback" sul lato ovest del terreno. Sia la tribuna principale che la lunga area coperta, nota come Scratching Shed, sono stati arretrati dal campo lasciando un ampio spazio. Questo è stato lasciato in eredità dal breve periodo che, dal 1948 al 1952, ha visto lo stadio essere utilizzato per lo speedway dai Fleetwood Flyers, squadra di speedway partecipante alla Division Two della National Speedway league.

## Riqualificazione
Nel febbraio 2007 è stata aperta la nuova Stand Percy Ronson. Con un investimento di oltre £ 200.000, la tribuna è interamente coperta, ed è la prima nuova struttura dello stadio dal 1939. Originariamente progettata con 1.240 posti, questo capacità è stata successivamente rivista al 50% dal Lancashire County Council, abbassando la capienza ufficiale a 621. La tribuna, situata sul lato sud del terreno, copre circa i due terzi della larghezza del campo.
Il 31 luglio 2007, il Fleetwood Town ha annunciato lo Stadium Development Plan, un piano di riqualificazione per lo stadio, che comprende:
1. La demolizione della Scratching Shed, che sarà sostituita da una nuova tribuna sul lato ovest, simile alla Stand Percy Ronson, con l'avvicinamento al terreno di gioco;
2. Demolizione dell'attuale tribuna sul versante nord e costruzione di una nuova tribuna simile alla Stand Percy Ronson. Con la realizzazione di questa opera, verrebbe praticamente completata la copertura dell'intera capacità dello stadio;
3. Demolizione dell'attuale sede sociale del club, collocata sul lato est del campo, e sviluppo di una nuova tribuna da 1.000 posti che incorpora nuovi spogliatoi, quattro cabine executive, strutture per la ristorazione, un bar per i tifosi, una caffetteria al primo piano, una suite IT, una sala riunioni, i nuovi uffici amministrativi e lo store del club.

Il costo totale di questa operazione di restyling è stato quantificato in oltre £ 2 milioni.
Il piano di ristrutturazione è stato completato nel dicembre 2007, con la costruzione articolata in due fasi.
- Fase 1: coinvolge i primi due punti del piano: la demolizione della Scratching Shed e la costruzione delle gradinate nord e ovest; la costruzione di tribune temporanee a posto della West Stand, di un parcheggio e l'installazione di nuovi fari per un impianto di illuminazione che rispetti gli standard della EFL.[5]
- Fase 2: coinvolge il terzo punto, ossia la costruzione della nuova sede sociale del club. L'attuale, rappresentata da una piccola costruzione arretrata rispetto al campo, collocata sul lato ovest del terreno, vicino alla Scratching Shed, è rimasta in uso fino al completamento della Fase 2, poiché ospitava gli spogliatoi.

Il permesso di pianificazione per la Fase 1 è stato concesso dal Consiglio distrettuale di Wyre il 4 marzo 2008. I lavori di costruzione sono iniziati il 28 aprile 2008, con lo sgombero dietro la Park End Stand, e sono proseguiti con la demolizione della Scratching Shed, la rimozione dei vecchi fari ed i lavori di sgombero sulla tribuna principale. Il 23 agosto 2008 sono state aperte le nuove tribune per la partita inaugurale della National League North tra Fleetwood Town e Vauxhall Motors. La tribuna ovest, composta da alcune strutture temporanee, ha una capacità di 550 unità ed è stata chiamata Highbury Stand. La tribuna all'estremità di Park Avenue ha una capacità di 1.473 posti; è stata battezzata Memorial Stand per onorare coloro che hanno perso la vita al servizio del proprio Paese e la memoria dei pescatori dispersi in mare, salpati dal porto di Fleetwood.
La Fase 2 ha avuto il via con la costruzione della nuova East Stand; inizialmente l'avvio dei lavori era previsto per la chiusura della stagione 2008-2009, ma è stata rinviata di un anno ed i piani sono stati rivisti. Con un progetto da £ 125.000, è stato rifatto il manto erboso, mentre i lavori di miglioramento del drenaggio sono partiti il 21 aprile 2009.
I piani per la costruzione della nuova East Stand sono stati rivisti e rinviati nel dicembre 2009. La capacità iniziale è stata aumentata a 2.000 posti, il che ha portato la capacità a oltre 5.500 posti, soddisfacendo i requisiti richiesti dalla Lega. La tribuna, con un costo previsto di £ 4 milioni, è stata progettata su tre livelli di posti a sedere, cinque box direzionali (successivamente aumentati a sette) e una function suite. Il piano terra è utilizzato principalmente per le operazioni del club ed è stato realizzato per ospitare una sala riunioni e lo store del club.  L'autorizzazione all'avvio dei lavori è stata concessa nel marzo 2010 ed il termine era previsto per la fine del 2010. I lavori di costruzione sono iniziati nel maggio 2010, in vista della finale di playoff della North Conference tra Fleetwood Town Alfreton Town, vinti dai padroni di casa per 2-1. La tribuna, oggi conosciuta come Parkside Stand, è stata completata nella primavera del 2011 ed è stata completamente aperta al pubblico il 16 aprile 2011, in occasione della vittoria per 3-1 del Fleetwood Town sull'Altrincham.